# 埼玉県済生会川口総合病院
埼玉県済生会川口総合病院（さいたまけんさいせいかいかわぐちそうごうびょういん）は、埼玉県川口市にある病院である。設置者は、社会福祉法人恩賜財団済生会支部埼玉県済生会。

## 概要
南部保健医療圏における地域医療支援病院の承認を受けるほか、埼玉県災害拠点病院、地域がん診療連携拠点病院などの指定を受ける。
1990年に制定された院是は「以和済生」（和を以って済く生る（わをもってあまねくいきる））。

## 沿革
恩賜財団済生会埼玉県支部の施設として1940年（昭和15年）4月15日に当時の川口市仁志町一丁目32番地に設置された。木造2階建てで内科・外科の両科を持つ診療所であり、工業都市川口の医療需要を吸収した。ついで1941年には多数の篤志家の寄付などを受け、病床50床の病院となったが、病床数が不足しており、特に入院を要する結核患者が増えたため、1957年までに217床（うち結核病床197床）まで増床した。1954年に国鉄西川口駅が新設されたため、人口の増加と共に医療需要もさらに拡大することとなった。
1960年代には建物の拡充と診療体制の拡大が図られ、産婦人科、整形外科、耳鼻咽喉科、眼科、小児科、歯科を増設し、総合病院の承認を受けた。同時に木造の建物の鉄筋化が図られ、増床が行われた。現在は一般400床・結核20床を有し、第二種感染症指定医療機関となっている。

## 年表
- 1932年4月1日 - 恩賜財団済生会埼玉県支部設立
- 1940年4月15日 - 恩賜財団済生会埼玉県川口診療所設立
- 1941年10月1日 - 恩賜財団済生会埼玉県済生病院と改称
- 1943年4月26日 - 空襲により川口市の日本デイゼル工業が被災。救護班を現地に送る
- 1948年10月 - 埼玉県庁舎の火災により、これ以前の資料のほとんどが焼失
- 1950年6月1日 - 北足立郡馬室村大字瀧馬室1131番地（現在の鴻巣市）に民間病院を借り、川口済生病院分院として開設
- 1950年8月20日 - 財団法人埼玉県済生会、本部から独立
- 1950年10月23日 - 財団法人埼玉県済生会川口済生病院と改称する
- 1952年10月1日 - 埼玉県済生会、社会福祉法人に組織変更
- 1953年4月1日 - 分院が埼玉県済生会鴻巣病院として独立
- 1953年9月26日 - 台風22号により川口市が被災、川口市立南中学校に救護所を設置
- 1961年6月1日 - 社会福祉法人埼玉県済生会解散、社会福祉法人恩賜財団済生会埼玉県支部設立。病院もこれに伴い、廃止と開設の申請を行う
- 1964年8月1日 - 総合病院の名称承認により、埼玉県済生会川口総合病院と改称
- 1969年4月1日 - 済生会川口総合病院附属准看護学校設置
- 1979年4月1日 - 済生会川口看護専門学校（2年制、川口市西川口六丁目9番7号）及び済生会川口乳児院（同）設置、準看護学校も同所に移転
- 1992年2月1日 - 社会福祉法人恩賜財団済生会支部埼玉県済生会川口総合病院と改称
- 2001年11月30日 - 看護学校を3年課程に変更
- 2002年4月1日 - 臨床研修病院に指定
- 2005年6月25日 - 新病院完成
- 2009年2月23日 - 地域がん診療連携拠点病院の指定を受ける。
- 2010年 - 地域周産期母子医療センターの指定を受ける。
- 2014年1月23日 - 埼玉DMATの指定を受ける。

## 診療科
- 内科
- 消化器内科
- 呼吸器内科
- 循環器内科
- 糖尿病・内分泌内科
- 外科
- 脳神経外科
- 神経内科
- 腎臓内科
- 泌尿器科
- 皮膚科
- 眼科
- 小児科
- 産婦人科
- 耳鼻咽喉科
- 整形外科
- 精神神経科
- 放射線科
- 麻酔科
- 病理診断科
- 血管外科
- 臨床検査科

## 医療機関の指定等
- 保険医療機関
- 労災保険指定医療機関
- 指定自立支援医療機関（更生医療・育成医療・精神通院医療）
- 身体障害者福祉法指定医の配置されている医療機関
- 生活保護法指定医療機関
- 第二種感染症指定医療機関
- 医療保護施設
- 結核指定医療機関
- 指定養育医療機関
- 原子爆弾被爆者医療指定医療機関
- 原子爆弾被爆者一般疾病医療取扱医療機関
- 公害医療機関
- 母体保護法指定医の配置されている医療機関
- 地域医療支援病院
- 災害拠点病院
- がん診療連携拠点病院
- 臨床研修指定病院
- DPC対象病院
- 無料低額診療事業実施医療機関
- 地域周産期母子医療センター
- 埼玉県特別機動援助隊（埼玉SMART）
- 災害派遣医療チーム（DMAT）

## 交通アクセス
- JR東日本京浜東北線西川口駅西口より徒歩8分
- 西川口駅西口～国際興業バス川51系統～川口駅西口で「西川口五丁目」下車

## 不祥事
病院に勤める麻酔科医が、Twitterで暴言を連発する発言を繰り返し書き込んだため、病院に抗議の電話や電子メールが多数送られた。川口総合病院は懲戒処分の検討など再発防止を約束した、問題の麻酔科医は、病院のウェブサイトから削除されている。